# フロイド・メイウェザー・ジュニア 対 アンドレ・ベルト戦
フロイド・メイウェザー・ジュニア 対 アンドレ・ベルト戦（フロイド・メイウェザー・ジュニア たい アンドレ・ベルトせん）は、2015年9月12日にアメリカ合衆国ネバダ州ラスベガスのMGMグランド・ガーデン・アリーナで開催されたプロボクシングの試合。イベント名は『ハイ・ステックス(大金マッチ)』。前座にはWBC世界スーパーミドル級王者バドゥ・ジャックが指名挑戦者で1位のジョージ・グローブスとWBO世界スーパーフェザー級王者ローマン・マルチネスが前王者でランキング5位のオルランド・サリドとのダイレクトリマッチと前WBC世界フェザー級王者ジョニー・ゴンサレスとイシュー・スミスがサバイバル戦に登場した。ショウタイムが試合をペイ・パー・ビューで放送した。メイウェザー・ジュニアが試合後インタビューで引退を表明した。

## メインイベント以外の放送カード
- WBC世界スーパーミドル級王者バドゥ・ジャックvs1位・WBC世界スーパーミドル級シルバー王者ジョージ・グローブス
- WBO世界スーパーフェザー級王者ローマン・マルチネスvs5位・前王者オルランド・サリド

- 前WBC世界フェザー級王者ジョニー・ゴンサレスvsジョナサン・オケンド

- 元IBF世界スーパーウェルター級王者イシュー・スミスvsバネス・マーティロスヤン(唯一のエクストリーム放送)

## 前座カード
- クリス・ピアーソンvsジャンク・トロッタ
- ゲルボンタ・デービスvsエンリケ・チノコ
- ロナウド・ガブリルvsスコット・シグモン
- アシェリー・セオパンvsスティーブ・アップスター・チェンバース
- サンジャーベック・ラクマノフvsファークハド・シャリポブ
- トランクウォン・ペティスvsデブァンテ・セーイ